# La Placita de Morelos
La Placita de Morelos es una localidad del municipio de Aquila ubicado en la región costa del estado mexicano de Michoacán.

## Historia
La Placita de Morelos ha tenido diferentes nombres a lo largo de su historia, entre ellos La Placita, Placita, La Placita y el Padre, Placita de Morelos, hasta su cambio de nombre actual realizado en la década de 1990.
En 2022 fue epicentro de un sismo de magnitud 7,6 que azotó el centro y occidente de México, dejando un saldo de 2 muertos y 12 heridos.

## Geografía
La localidad se ubica a 11.5 kilómetros (en dirección noroeste) de la localidad de Aquila, la cabecera y lugar más poblado del municipio. Se sitúa en las coordenadas geográficas 18°31′53″N 103°35′13″O / 18.531389, -103.586944, a una elevación de 29 metros sobre el nivel del mar.

## Demografía
Según el Conteo de Población y Vivienda 2020, efectuado por el Instituto Nacional de Estadística y Geografía, la localidad de La Placita de Morelos tiene 1,927 habitantes, de los cuales 968 son del sexo masculino y 959 del sexo femenino. Su tasa de fecundidad es de 2.7 hijos por mujer y tiene 584 viviendas particulares habitadas.
| Gráfica de evolución demográfica de La Placita de Morelos entre 1910 y 2020 |
|                                                                             |
| INEGI.                                                                      |